# Mescalero (album)
Mescalero è un album in studio della band statunitense hard/blues rock ZZ Top, pubblicato nel 2003.

## Tracce
1. Mescalero - 3:47 - (Gibbons)
2. Two Ways To Play - 4:15 - (Gibbons)
3. Alley-Gator - 3:29 - (Gibbons)
4. Buck Nekkid - 2:59 - (Gibbons)
5. Goin' So Good - 5:35 - (Gibbons)
6. Me So Stupid - 3:31 - (Gibbons)
7. Piece - 4:17 - (Gibbons)
8. Punk Ass Boyfriend - 3:03 - (Gibbons)
9. Stackin' Paper - 2:57 - (Gibbons; Hardy)
10. What Would You Do - 3:02 - (Gibbons)
11. What It Is Kid - 4:10 - (Gibbons; Hill; Beard)
12. Que Lastima - 4:22 - (Gibbons)
13. Tramp - 5:12 - (Gibbons)
14. Crunchy - 3:12 - (Gibbons)
15. Dusted - 3:56 - (Gibbons)
16. Liquor - 3:18 - (Gibbons)

## Formazione
- Billy Gibbons – voce, chitarra
- Dusty Hill – basso, voce
- Frank Beard – batteria, percussioni, voce